# El mil usos
El mil usos (1981) es una película mexicana dirigida por Roberto G. Rivera y protagonizada por Héctor Suárez. 
La cinta narra las experiencias de un campesino mexicano, Tránsito (nunca se dan a conocer sus verdaderos apellidos), que decide dejar su tierra (Atlihuetzia, Tlaxcala) para ir a buscar fortuna a la Ciudad de México.
En la ciudad, Tránsito conoce la cruda realidad de los paisanos que van a la capital en busca de fortuna. Al conocer al personaje de Rafael Inclán (cuyo nombre jamás es mencionado), este le pregunta que qué sabe hacer, a lo que Tránsito le contesta que sabe muchos oficios, por lo que en ese momento se le bautiza como "el Mil usos".

## Argumento
Tránsito es miembro de una numerosa familia tlaxcalteca, que vive en la pobreza y atraviesa por la muerte del patriarca; la madre de Tránsito reparte la magra herencia (consistente en terreno y animales) entre todos los hermanos y sus respectivas familias, pero Tránsito, para aligerar la carga y que la repartición no sea tan drástica, decide renunciar a su parte, e ir a buscar suerte a la Ciudad de México, con la esperanza de encontrar trabajo y poder volver pronto para mejorar la calidad de vida de su familia.
Al llegar a la ciudad, se enfrenta a la falta de oportunidades, y para apenas sobrevivir, trata de hacer distintos trabajos, pero la falta de experiencia, analfabetismo y las circunstancias adversas le hacen abandonar todos los posibles oficios a los que se enfrenta. Intenta suerte como Santa Claus callejero, trabajo conseguido por un vival (Rafael Inclán) quien lo apoda como Mil Usos; en dicho empleo, Tránsito es engañado por el dueño, quien pretende pagarle una miseria; Tránsito escapa y vende el traje de Santa Claus por unos cuantos pesos.
Es entonces cuando decide dedicarse a oficios por su cuenta, siendo de nuevo engañado por el mismo vival, quien lo induce a vender droga oculta en ramos florales en los cruceros; es en esta etapa donde, por una confusión, y abuso de la autoridad, es arrestado por beber en la vía pública, terminando en el Reclusorio Sur, en donde desempeña aun más oficios, y toma experiencia así como más malicia para tratar de no ser víctima de los demás; sin embargo, vuelve a ser engañado, esta vez por un corrupto líder criminal quien finge guardar los ahorros de Tránsito para cuando salga de prisión. A pesar de ello, Tránsito encuentra su zona de confort en prisión, sufriendo cuando por fin lo liberan y vuelve a la calle, a donde no tiene nada ni a nadie.
A partir de ese momento, desempeña diferentes oficios informales y callejeros, incluso enfrentándose a la corrupción del sindicato de Barrenderos, en donde el representante de dicha institución le quita casi todo su raquítico primer sueldo justificando "aportaciones voluntarias", y de una forma violenta. En otro trabajo, de mandadero en un baño público, su inexperiencia le acarrea problemas con los clientes, así como regaños de su patrona, quien también se aprovecha de él para hacerlo su amante a la fuerza.
Derivado de los baños públicos, se convierte en "media cuchara" (ayudante) de un maestro albañil que era cliente asiduo; dicho maestro también se aprovecha de Tránsito para no pagarle un trabajo que, aunque mal hecho, realizó.
Después de pasar por otros tantos trabajos los cuales también se ve obligado a dejar, considera irse a Estados Unidos a trabajar, al escuchar en una pulquería que ganaría buen dinero, pero es convencido de lo contrario por un parroquiano que ya pasó por la experiencia de ser inmigrante ilegal. Es entonces cuando Tránsito decide regresar a su pueblo, con su familia.

## Trabajos desempeñados por Tránsito
- 1. Cargador en la Merced.
- 2. Limpiador de mostradores en un mercado.
- 3. Santa Claus
- 4. Limpiaparabrisas
- 5. Vendedor de flores en los cruceros (realmente estos ramos contenían droga, pero él no lo sabe)
- 6. En la cárcel (bolero, vendedor, barrendero y mandadero)
- 7. Vendedor de periódicos
- 8. Personal de limpia del Departamento del DF.
- 9. "Asistente" en un baño público (limpamugrosos como él le llama).
- 10. Albañil
- 11. Dragón en crucero vial
- 12. Velador
- 13. Boxeador

## Reparto
- Héctor Suárez...Tránsito "El milusos"

- Rafael Inclán... Bautiza a Tránsito como: "el Milusos"

- Alberto Rojas... Don Chava (dueño del negocio de los Santa Claus)

- Manuel Flaco Ibáñez... Don Margarito

- Eugenia Avendaño	... Mujer que contrata a Margarito

- Alejandra Meyer... "La Moyocoyo" (dueña del baño público donde trabaja Tránsito, enamorada de él)

- Roberto Cañedo	... Licenciado en la prisión

- Isabela Corona... Madre de Tránsito

- José Carlos Ruiz	... "Macizo" (hombre en la pulquería)

- Héctor Kiev

- Gina Moret... Esposa de Tránsito

- Arturo Benavides... Hermano de Tránsito

- Ramiro Ramírez	... Hermano de Tránsito

- Juan Ángel Martínez... Hombre en pulquería
- Miguel Manzano... Hombre en pulquería

- Pedro Weber "Chatanuga"... "El Mayor"
- Raúl Padilla "Chóforo"... Convicto
- Alfredo "Pelón" Solares... "Mosco" (convicto)
- Charly Valentino... Trailero
- Federico González... Hombre en burdel

- Lolita Cortés...Niña en la merced (sin créditos).

- Antonio Torres (Extra en escena de Félix Cuevas e Insurgentes)

## Secuela
En 1984 se estrenó El mil usos II, en la cual Tránsito abandona de nuevo su pueblo. Dicha secuela refleja la situación de la época del crecimiento desmedido y empobrecimiento de la mancha urbana en la zona del antiguo Lago de Texcoco, con localidades como Ciudad Nezahualcóyotl. De igual manera, aborda el tema de la migración ilegal de ciudadanos mexicanos a Estados Unidos.

## Filmación
- Irónicamente el único lugar donde le va bien a Tránsito durante toda la trama es en la cárcel, lugar donde cayó por orinarse en la calle y patear una patrulla.
- El momento glorioso de esta cinta es cuando Tránsito le "mienta la madre" (ofensa muy grande en el léxico vulgar mexicano) a la Ciudad de México.
- Jim Jensen, jugador de los Miami Dolphins era conocido como El mil usos por todas las posiciones que jugó durante su carrera en la NFL (1981-1992).
- Algunos actores retornan en la secuela, sin embargo, interpetan papeles completamente distintos:
- Pedro Weber "Chatanuga" interpreta a dos personajes distintos: a uno de los hermanos de Tránsito antes de que este parta a la Ciudad de México, y al jefe delincuencial dentro de la prisión. En la secuela el mismo actor interpreta a otro personaje, Don Bolio, un merolico alcohólico que contrata a Tránsito para vender sus "brebajes".
- Alejandra Meyer también retorna en la secuela de la misma manera, interpretando a otro personaje completamente distinto, "la garnachera", pero que se enamora de Tránsito igual que "La Moyocoyo".
- José Carlos Ruiz interpreta a "El Macizo", el parroquiano en la pulquería que convence a "Tránsito" de regresar a su pueblo. Irónicamente, en la secuela, interpreta nuevamente a un personaje llamado "El Macizo", que es quien lo ayuda en Estados Unidos. Aparentemente son personajes distintos, ya que no se menciona su previo encuentro en El Mil Usos.